# Roquebrun
Roquebrun település Franciaországban, Hérault megyében. Lakosainak száma 603 fő (2022. január 1.). Roquebrun Berlou, Causses-et-Veyran, Cessenon-sur-Orb, Olargues, Saint-Nazaire-de-Ladarez és Vieussan községekkel határos.

## Népesség
A település népessége az elmúlt években az alábbi módon változott:
| Lakosok száma | 663  | 573  | 550  | 545  | 590  | 606  | 605  | 604  | 606  | 603  |
|               | 1968 | 1982 | 1990 | 2006 | 2013 | 2015 | 2017 | 2019 | 2020 | 2022 |